# Putzkralle

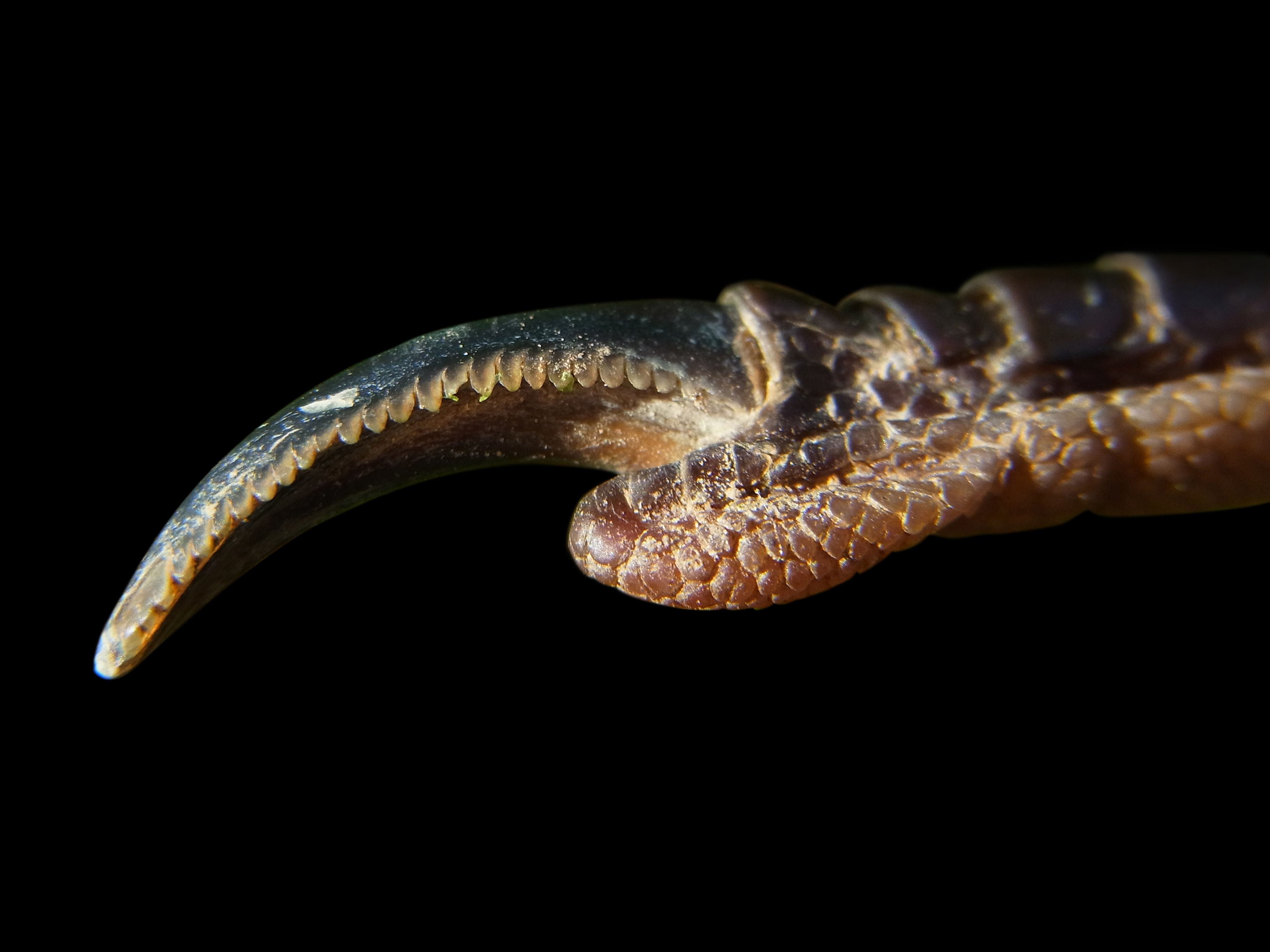
Gezähnte Putzkralle an der vorderen Mittelzehe eines Graureihers

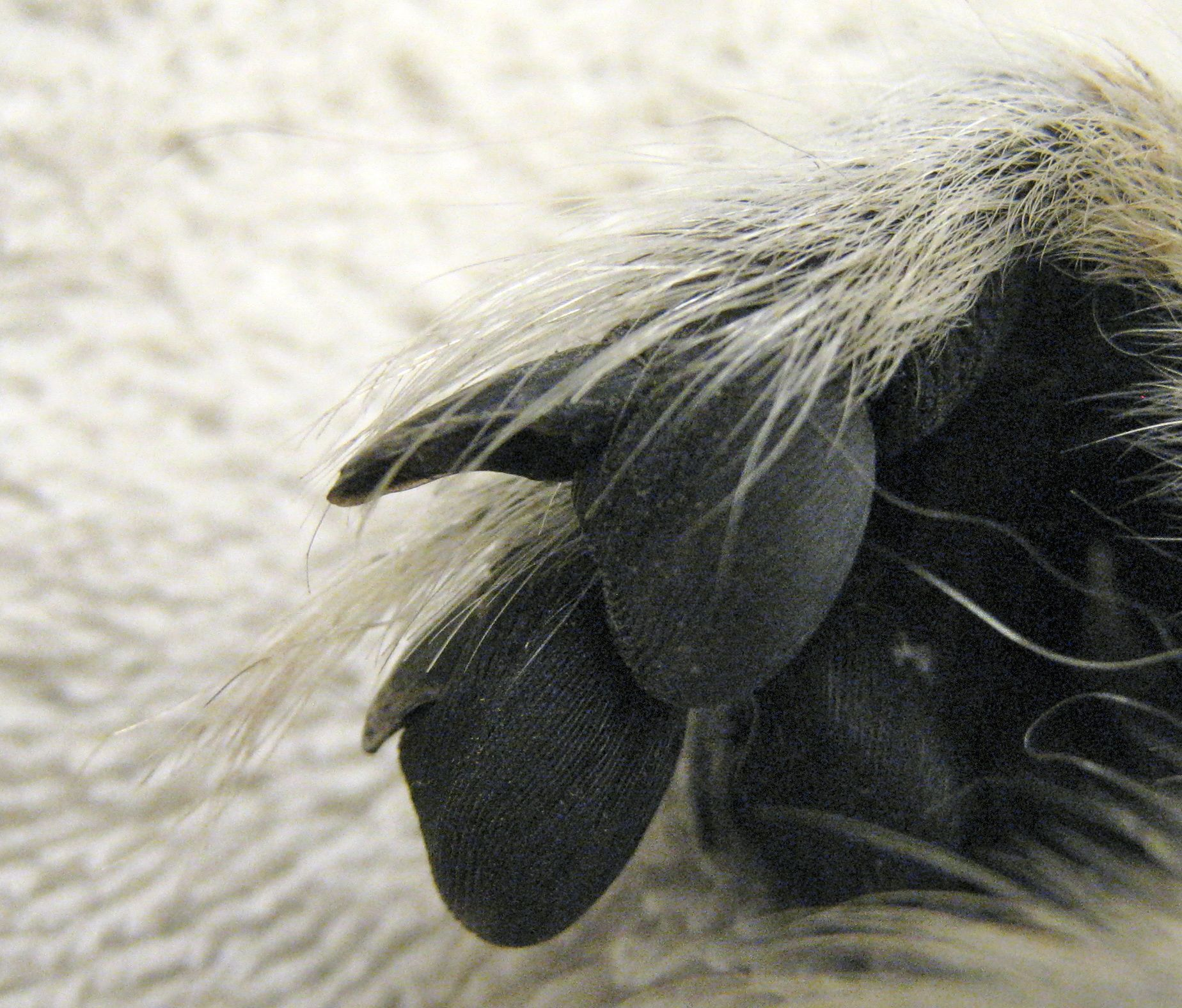
Putzkralle eines Kattas

Eine Putzkralle ist eine bei mehreren Tiergruppen unabhängig voneinander entstandene Struktur an den Gliedmaßen, die zur Körperpflege dient.

## Putzkrallen bei Vögeln
Verschiedene Vogelgruppen bzw. -arten haben eine ausgeprägte, besondere Krallenform. Die Putzkralle, meist die Kralle der Mittelzehe, ist oft verlängert und abgeflacht und auf der Innenseite gezähnt oder mit einer mehr oder weniger deutlich ausgeprägten kammartigen Struktur versehen. Sie wird zur Gefiederpflege verwendet.
Eine besonders ausgeprägte Putzkralle findet man beim Graureiher. Sie ist aber auch bei verschiedenen Watvögeln (z. B. Uferschnepfe, Brachschwalbenartige), Tölpeln, beim Ziegenmelker und einigen Eulen vorhanden.

## Putzkrallen bei Primaten
Die Feuchtnasenaffen haben an der zweiten Zehe eine steil vom Zeh aufragende Struktur, die als Putzkralle bezeichnet wird – an allen anderen Fingern und Zehen haben sie Nägel. Diese Struktur dürfte eine Anpassung an eine effizientere Fellpflege sein und ist ein gemeinsames abgeleitetes Merkmal der Feuchtnasenaffen. Die Koboldmakis – die früher ebenfalls zu den Feuchtnasenaffen gerechnet wurden – haben eine Putzkralle an der zweiten und dritten Zehe, bei allen anderen Primaten fehlt dieses Merkmal.
Ob es sich bei Putzkrallen um ein ursprüngliches Primatenmerkmal handelt oder ob sich dieses Merkmal bei Feuchtnasenaffen und Koboldmakis unabhängig voneinander konvergent entwickelt hat, ist nicht bekannt.

### Zu Vögeln
- Urs N. Glutz von Blotzheim, K. M. Bauer: Handbuch der Vögel Mitteleuropas. Band 1: Gaviiformes – Phoenicopteriformes. AULA-Verlag, Wiesbaden 1993/2001 (Erstauflage 1966), ISBN 3-923527-00-4, (Abb. zu Putzkralle des Graureihers auf S. 301).
- Ralf Wassmann: Ornithologisches Taschenlexikon. AULA-Verlag, Wiesbaden, 1999, ISBN 3-89104-627-8

### Zu Primaten
- Thomas Geissmann: Vergleichende Primatologie. Springer, Berlin 2003, ISBN 3-540-43645-6.